# فينورلبين
فينورلبين (بالإنجليزية: Vinorelbine)‏ ويُدعى اختصارًا NVB، ويباع تحت الاسم التجاري نافلبين (Navelbine)، هو دواء كيماوي يستخدم لعلاج بعض أنواع السرطان، كسرطان الثدي وسرطان الرئة، ويُعطى على شكل حقنة في الوريد أو فمويًا.
أكثر الآثار الجانبية شيوعا : كبت نقي العظم، ألم في مكان الحقنة، قيء، شعور بالتعب، شعور بالخدر والتنميل و إسهال .أما الآثار الجانبية الأخرى الأكثر خطورة فهي ضيق النفس 
استعماله خلال الحمل يمكن أن يؤذي الجنين.
وهو دواء من عائلة القلويات العناقية، يعتقد أنه يعمل عن طريق إيقاف الأنيبيبات الدقيقة وبالتالي إيقاف انقسام الخلايا.
تم تسجيله كدواء في الولايات المتحدة عام 1994  ، وهو ضمن قائمة منظمة الصحة العالمية للأدوية الأساسية، الأدوية الأكثر فعالية و أمانا الضرورية لصحة الجسم ، وبلغت قيمة البيع في البلدان النامية عام 2014 بين 18.10 و 42.82 دولارا أمريكيا للعبوة بسعة 50ملغ  ، أما في المملكة المتحدة فبلغت قيمة البيع حوالي 139.00 جنيه إسترليني بحسب الخدمات الصحية الوطنية.

## الاستخدامات الطبية
تم تسجيل دواء فينورلبين لعلاج سرطان الرئة ، ويستخدم لأنواع أخرى من السرطان كسرطان الثدي المهاجر وهو استخدام غير مسجل، وهو فعال أيضا لسرطان النسج العضلية المخططة.

## الآثار الجانبية
للفينورلبين العديد من الآثار الجانبية التي حدت من استخدامه :
تلف الأعصاب الطرفية المحفزة من قبل العلاج الكيماوي ( شعور متطور ومستمر بالتنميل وغالبا يكون لارجعيا، ألم شديد، حساسية للبرد تبدأ في اليدين والقدمين يمكن أن تمتد إلى الذراعين والساقين ) )، انخفاض في مقاومة الجسم للالتهابات، كدمات أو نزيف، فقر دم ، إمساك ، قيء، إسهال ، غثيان ،تعب وإعياء عام (ضعف أو وهن ) ، حدوث التهاب في الوريد التي يحقن فيه الدواء ( التهاب الوريد) ، ونادرا ما يحدث حالة من نقص صوديوم الدم الشديدة .
أما الآثار الجانبية الأقل شيوعا فتتضمن : فقدان الشعر وتفاعلا تحسسيا .

## علم الأدوية
يكمن تأثير هذا الدواء كمضاد للورم بقدرته على تثبيط انقسام الخلية من خلال ارتباطه ببروتين التوبولين 

## تاريخ
تم اختراع دواء فينورلبين من قبل الصيدلاني بيير بوتييه وفريقه في المركز الوطني الفرنسي للبحث العلمي في فرنسا عام 1980 و تم تسجيله لقسم دراسة الأورام لمجموعة بيير فابر، وتمت الموافقة على الدواء في فرنسا عام 1989 تحت الاسم التجاري نافلبين لعلاج سرطان الرئة، وحصل على الموافقة لعلاج سرطان الرئة عام 1991 , وعلى موافقة منظمة الغذاء والدواء الأمريكية في ديسمبر 1994 تحت رعاية شركة براوز ويلكم .
في معظم البلدان الأوروبية هذا الدواء مسجل لعلاج سرطان الرئة وسرطان الثدي لكنه الولايات المتحدة مسجل لعلاج سرطان الرئة فقط .